# Escadre aérienne des forces armées de Malte
L' escadre aérienne des forces armées de Malte ( maltais : L-Iskwadra tal-Ajru tal-FAM   )  est la composante aérienne de l'armée maltaise actuelle. L'Air Wing est responsable de la sécurité de l'espace aérien maltais, effectue des patrouilles maritimes et des tâches de recherche et sauvetage, des évacuations médicales, du transport VIP et fournit une assistance militaire à d'autres départements gouvernementaux de Malte.
L'escadre aérienne des forces armées est basée au terminal AFM de l'aéroport international de Malte.

## Histoire
En avril 1800, alors que le blocus de La Valette était en cours, Thomas Graham leva les premières troupes maltaises officielles dans l'armée britannique, connue sous le nom d' infanterie légère maltaise . Ce bataillon fut dissous en 1802 et remplacé par les bataillons provinciaux maltais , l' artillerie côtière de Malte et les vétérans maltais . En 1815, le lieutenant-colonel comte Francis Rivarola se voit confier la tâche de lever le Royal Malta Fencible Regiment à la suite de la dissolution des Provinciaux, des Vétérans et de l'Artillerie côtière. Le Royal Malta Fencible Regiment a été converti en régiment d'artillerie en 1861 et est devenu connu sous le nom de Royal Malta Fencible Artillery. Vingt-huit ans plus tard, les prédécesseurs directs des forces armées modernes de Malte ont vu le jour à la suite de la formation de l' Artillerie royale de Malte le 23 mars 1889.
Le King's Own Malta Regiment était un régiment d'infanterie territoriale figurant sur la liste coloniale de l'armée britannique. Il fut formé en 1801 sous le nom de « Régiment de milice maltaise », n'existant que jusqu'à l'année suivante. Il a été réformé sous le nom de « Milice maltaise » par Sir Adrian Dingli en 1852 avant d'être de nouveau dissous en 1857. Il a été de nouveau relevé, cette fois sous le nom de « Régiment royal de milice de Malte » en 1889 ; ce régiment était considéré comme le successeur des « Chasseurs maltais » du début du XIXème siècle. Le régiment a été rebaptisé « King's Own Royal Malta Regiment of Militia » en 1903 et a été dissous en 1921. Le régiment a été levé pour la quatrième fois en 1931 sous le nom de « King's Own Malta Regiment ». Initialement membre de l'establishment britannique, il a été transféré en 1951 à la Force territoriale de Malte avant de devenir une partie de la Force terrestre de Malte lors de l'indépendance de Malte en 1964. Le régiment a été dissous en 1972.
L'AFM a été créée lorsque Malte est devenue une république en 1974, lorsque le 1 Regiment Royal Malta Artillery a été rebaptisé 1 Regiment, AFM. Cela a d'abord continué le rôle d'artillerie, le 2e Régiment étant formé en tant qu'unité du génie. En 1980, le 1 Régiment devient une unité mixte, avec des responsabilités d'infanterie, d'aviation et maritimes, l'élément d'artillerie étant transféré au 2 Régiment. En 1992, une réorganisation majeure a eu lieu, qui a conduit à la formation du 3e Régiment et à la structure actuelle.